# Joyce Heron
Joyce Heron (Paisley, 28 de octubre de 1964) es una deportista británica que compitió en judo. Ganó una medalla de bronce en el Campeonato Mundial de Judo de 1993 y una medalla de bronce en el Campeonato Europeo de Judo de 1995.

## Palmarés internacional
| Campeonato Mundial | Campeonato Mundial       | Campeonato Mundial | Campeonato Mundial |
| Año                | Lugar                    | Medalla            | Categoría          |
| ------------------ | ------------------------ | ------------------ | ------------------ |
| 1993               | Hamilton (Canadá)        | Medalla de bronce  | –48 kg             |
| Campeonato Europeo |                          |                    |                    |
| Año                | Lugar                    | Medalla            | Categoría          |
| 1995               | Birmingham (Reino Unido) | Medalla de bronce  | –48 kg             |